# Dissertationes Mathematicae
Dissertationes Mathematicae is een internationaal, aan collegiale toetsing onderworpen wetenschappelijk tijdschrift op het gebied van de wiskunde. De naam wordt in literatuurverwijzingen meestal afgekort tot Diss. Math. Het wordt uitgegeven door de Poolse Academie van Wetenschappen. Het tijdschrift heeft, in tegenstelling tot vele andere, een voorkeur voor lange artikelen (50 tot 100 pagina's). Het heeft in het verleden artikelen in het Pools, Frans, Duits, Russisch en Engels gepubliceerd. Tegenwoordig worden alleen nog Engelstalige artikelen geaccepteerd.